# حلوة خفية
حلوة خفية (الاسم العلمي: Glycine clandestina) هي نوع من نباتات تتبع جنس الحلوة من الفصيلة البقولية.